# Norrbyås församling
Norrbyås var en församling i Strängnäs stift och i Örebro kommun i Örebro län (Närke). Församlingen uppgick 2006 i Gällersta-Norrbyås församling.

## Administrativ historik
Församlingen har medeltida ursprung och var till 2006 annexförsamling i pastoratet Stora Mellösa och Norrbyås som 1992 utökades med Gällersta församling. Församlingen uppgick 2006 i Gällersta-Norrbyås församling.

## Kyrkor
- Norrbyås kyrka